# Płaszczyzna rzutowa rzeczywista

sposób uzyskania rzeczywistej płaszczyzny rzutowej poprzez sklejenie boków kwadratu

Płaszczyzna rzutowa rzeczywista – w matematyce: jednostronna powierzchnia (nieorientowalna rozmaitość dwuwymiarowa) bez brzegu. Nie da się jej włożyć w przestrzeń trójwymiarową bez pojawienia się samoprzecięć powierzchni, jest to jednak możliwe w przestrzeni czterowymiarowej.
Powierzchnię tę można uzyskać sklejając boki kwadratu w sposób pokazany na ilustracji po prawej.
Można też zakleić kołem brzeg wstęgi Möbiusa lub odwrotnie – wycięty w sferze otwór zakleić wstęgą Möbiusa.
Charakterystyka Eulera tej powierzchni jest równa 1.
Bryły o topologii rzeczywistej płaszczyzny rzutowej:

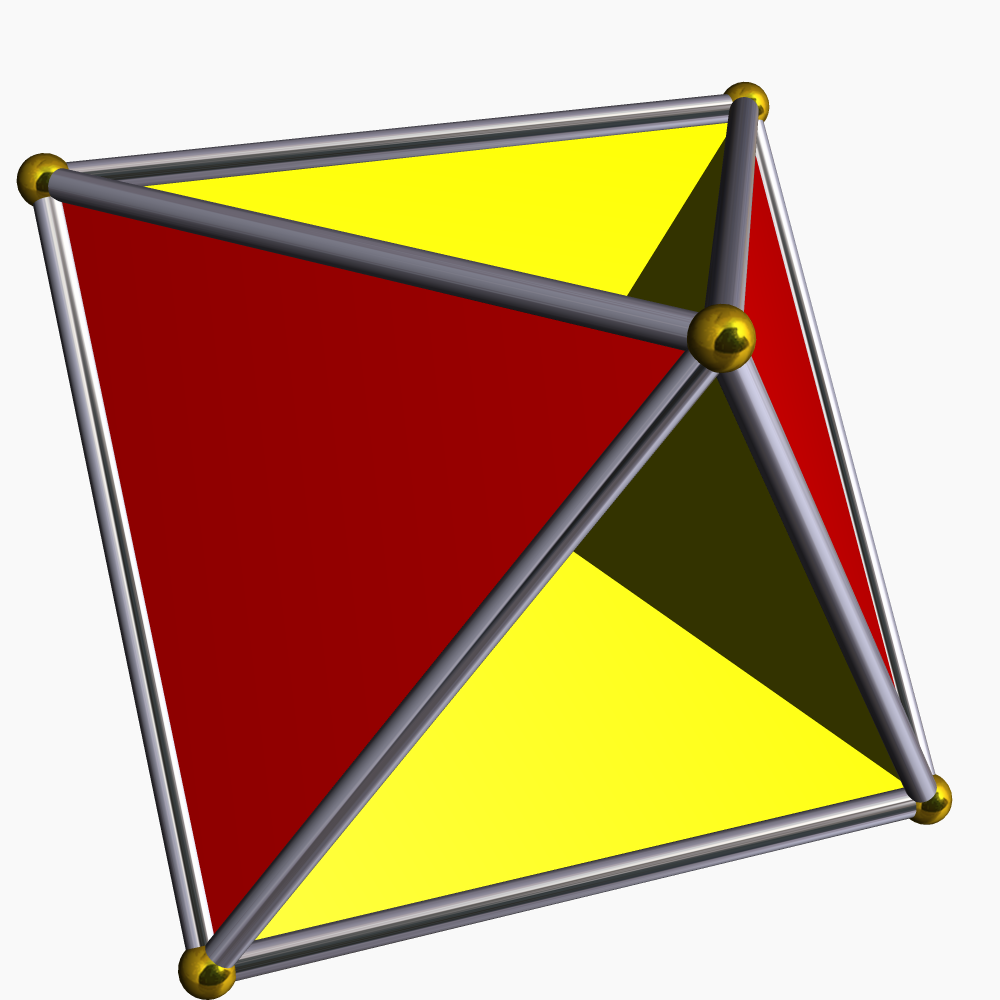
Tetrahemiheksaedr
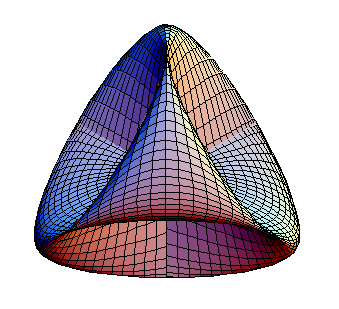
Powierzchnia rzymska
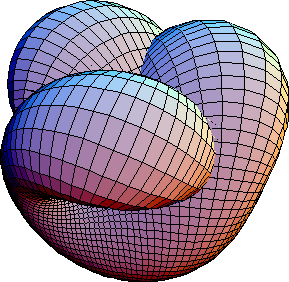
Powierzchnia Boya